# Paraliparis ater
Paraliparis ater és una espècie de peix pertanyent a la família dels lipàrids. La femella fa 12,4 cm de llargària màxima. Tenen seixanta-set vèrtebres. * És de color negre. Es troba a l'Índic oriental: la costa occidental de Tasmània (Austràlia). És bentònic. És un peix marí i batidemersal que viu entre 992 i 1.000 m de fondària al talús continental. És inofensiu per als humans.